# Lougba
Lougba est l'un des neuf arrondissements de la commune de Bantè dans le département du Collines au Bénin.

## Géographie
Lougba est situé au centre du Bénin et compte 3 villages que sont Lougba Agongni, Gocha et Lougba Kotakpa.

## Démographie
Selon le recensement de la population de 2013 conduit par l'Institut national de la statistique et de l'analyse économique (INSAE), Lougba compte 8 380 habitants  .